# 대디 양키
라몬 루이스 아얄라 로드리게스(스페인어: Ramón Luis Ayala Rodríguez, 1977년 2월 3일 ~ )는 대디 양키(스페인어: Daddy Yankee)라는 예명으로 활동 중인 푸에르토리코의 래퍼다. 라틴 그래미 상에서 푸에르토 리코 레게톤 음악가상을 수상했다. 대디 앙키는 현재까지 Mas Flow 2와 Blin Blin vol.1을 포함해서 70개가 넘는 앨범에 참여했다.

## 생애
아얄라는 산 후안에서 가장 큰 거리, 리오 피에드라스에서 태어났다. 어린 시절 그는 야구를 좋아했고, 메이저 리그 선수가 됐다. 하지만 그는 무릎 부상으로 야구를 더 이상 할 수 없게 되었다. 이후 푸에르토 리코에서 훗날 레게톤으로 불리게 되는 언더그라운드 랩을 시작했다. 레게톤 장르의 여러 음악인에게서 배운 다음, 그는 Playero 37라는 프로덕션에서 첫 음반을 내면서 독자적인 경력을 쌓았다. 그의 첫 솔로 음반은 No mercy이다. 그는 Nicky Jam과 2인조를 형성했고, El cartel과 El cartel 2를 발매했다. 이로써, 그는 레게톤 장르의 일인자가 되었다.
2002년 아얄라는 El Cangri.com로 전세계적인 성공을 거뒀다. 그의 음반 Barrio Fino는 2004년 발매됐는데, 그는 이 앨범으로 라틴 빌보드와 Premio lo nuestro를 포함하여 여러 상을 수상했고, 라틴 그래미와 MTV 비디오 음악 상의 후보에 올랐다. Barrio Fino는 미국·유럽·일본·라틴 아메리카의 판매 차트에서 좋은 성과를 거뒀다. 2007년 6월 5일, El cartel Record는 El cartel: The Big Boss가 발매됐는데, 이 앨범은 2007년 라틴 음악 장르의 음반 중에서 가장 많이 팔린 것으로 기록됐다. 2010년부터 그는 라틴아메리카와 미국에서 시작하는 전세계 공연을 앨범으로 발매했다.

## 디스코그래피
- 1995년: No Mercy
- 1998년: El Cartel
- 2001년: El Cartel 2
- 2002년: El Cangri.com
- 2003년: Los Homerun-es
- 2004년: Barrio Fino
- 2005년: Ahora le Toca al Cangri! Live
- 2005년: Barrio Fino En Directo
- 2006년: Salsaton "Salsa Con Reggaetón" (Salsatón: Salsa con reggaetón)
- 2007년: El Cartel: The Big Boss
- 2008년: Talento de Barrio
- 2010년: Daddy Yankee Mundial
- 2012년: Prestige DY
- 2019년: Con Calma & Mis Grandes Exitos
- 2020년: 2K20
- 2022년: Legendaddy

## 같이 보기
- 레게톤
- 라틴아메리카의 음악
- 어번 팝